# Kalliste-Granière-Solidarité
Kalliste-Granière-Solidarité est un quartier prioritaire de la politique de la ville se trouvant dans l'extrémité nord de la ville de Marseille, au sein des quartiers nord. S'étalant sur 32 hectares, il compte près de 7 600 habitants en 2018. Situé dans le 15e arrondissement de la ville, il est intégré au sein du grand quartier Notre-Dame-Limite, à la frontière avec la commune de Septèmes-les-Vallons.
Le quartier prioritaire réunit quatre grands ensembles construits entre 1958 et 1974. Le Parc Kalliste est le premier bâti, sous la forme de longues barres imposantes tandis que plus au sud, la Granière est construite sur un modèle similaire. Totalisant 1 200 logements, il s'agit de copropriétés privées. Entre 1965 et 1974, les deux cités sociales Les Bourrely puis La Solidarité sont ajoutées de part et d'autre de la Kalliste, pour 1 500 logements supplémentaires.

## Urbanisation

### Kalliste
Le quartier du parc de Kalliste (ou Kallisté) est implanté sur d'anciennes zones rurales autour de la bastide Valcorme, bâtie au XIXe siècle, dont il subsiste un pavillon en brique autour d'une pinède. Le quartier est conçu pour reloger les rapatriés Français d'Indochine, à la suite des accords de Genève mettant fin à la guerre d'Indochine en 1954. Il s'agit d'un programme établi sur les fonds privés de sociétés coloniales indochinoises d'exploitation du bois. Les études de faisabilité débutent en 1955 tandis que l'architecte Claude Gros joue un rôle important dans la conception du quartier. L'ensemble immobilier est implanté au pied d'une colline sur un terrain de 7,5 hectares. 
Achevé en 1958, l'ensemble comprend neuf longues barres d'immeubles nommées par les lettres « A » à « I » et comportant 752 logements. La plupart des immeubles sont fins, avec des appartements traversant. Situés à proximité d'un parc central, les bâtiments C, D et E comptent quatre étages, tandis que le bâtiment I en compte sept, le A huit et le H onze-douze selon le dénivelé, ce dernier étant le plus long avec 80 mètres. Enfin, la barre B est la plus haute du quartier avec ses seize étages, soit 51 mètres.

### Granière
Trois autres grands ensembles vont ensuite s'implanter dans le secteur de l'actuel quartier prioritaire. Au sud du Kallisté et du chemin de la Bigotte, la cité de la Granière est construite en 1961 après des premières études entamées en 1958. On y compte six immeubles pour 445 logements. La cité présente des grandes similarités avec sa grande sœur : il s'agit d'une copropriété privée avec une architecture similaire, constituée d'éléments préfabriqués, également conçue par Claude Gros. Principale différence, les graviers lavés de la Kalliste sont ici remplacés par du grès cérame, donnant une teinte rosé aux bâtiments. 

### Bourrely et Solidarité

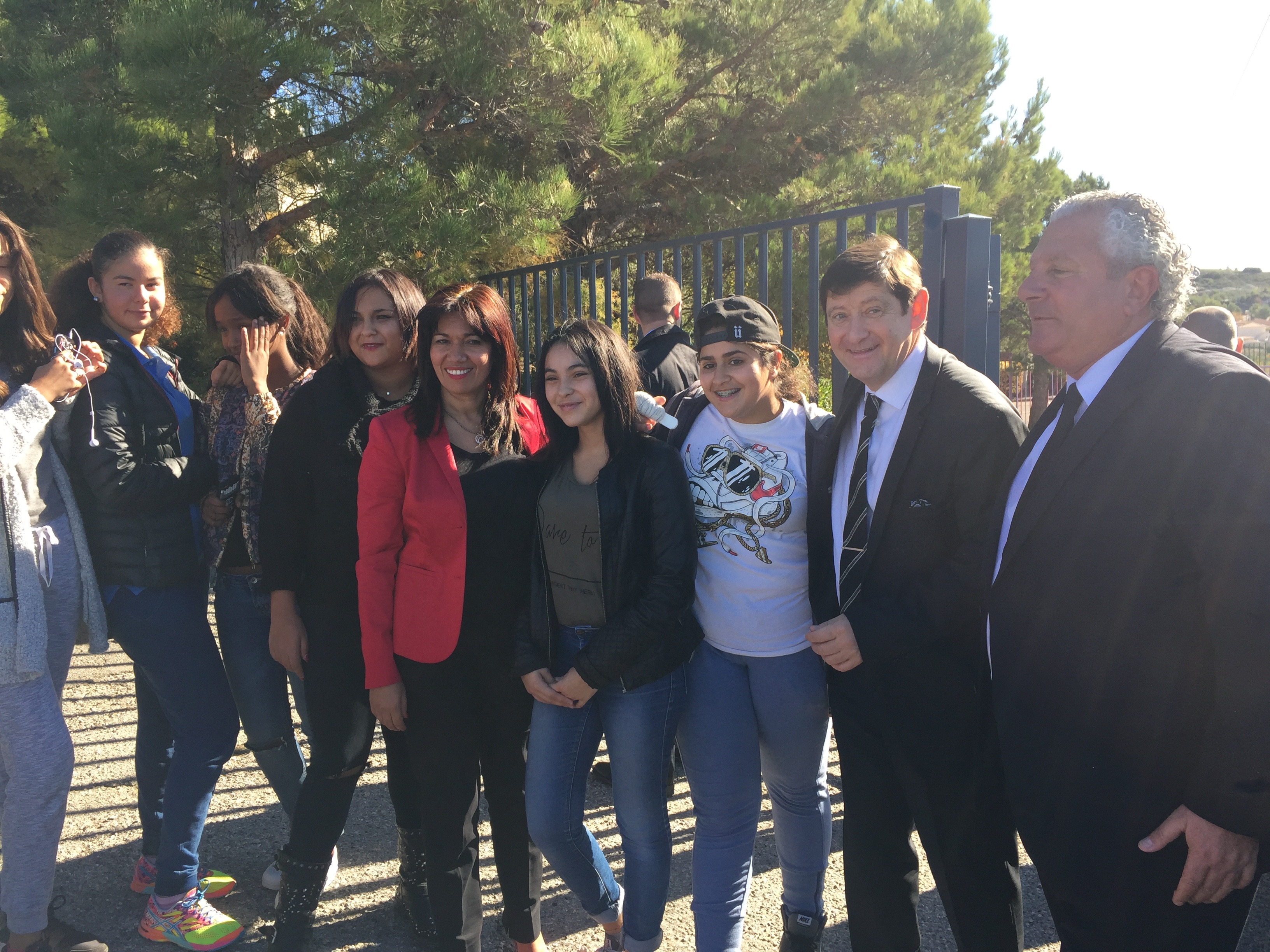
Officiels, dont Samia Ghali, avec des habitants de la Solidarité.

Les premiers logements sociaux s'implantent dans le quartier avec la création de l'ensemble Bourrely, construit entre 1965 et 1968 à l'ouest du parc de Kallisté. Il comprend 499 logements sociaux répartis au sein de cinq barres d'immeubles en cœur de l'îlot, dont la plus longue mesure 160 mètres de long pour neuf étages de haut. De part et d'autre, on trouve une dizaine de petites tours de quatre à cinq étages, dont l'ensemble Perrin est le plus proche de Kallisté.
Dès 1963, l'implantation d'un ensemble d'immeubles est prévu à l'est du Kallisté, du fait d'une importante crise du logement, notamment causée par les rapatriements de Français d'Algérie à la fin de la guerre. Le projet se heurte toutefois à des difficultés administratives, la zone étant difficilement aménageable et située hors plan d'urbanisme de 1949. Un nouveau projet est proposé en 1971 puis une zone d'aménagement concerté est créée en janvier 1972. 
Inaugurée en 1974, la cité de la Solidarité est particulièrement dense, avec 938 logements implantés sur un espace restreint et vallonné. On compte cinq tours de 18 ou 19 étages, ainsi que cinq barres d'immeubles de 7 à 10 étages. L'ensemble est largement minéral avec peu d'espaces verts, les bâtiments étant proches et souvent avec des vis-à-vis, les barres d'immeubles formant des barrières tout autour du quartier, limitant la vue de nombreux appartements aux immeubles voisins à l'inverse des autres ensembles du secteur qui ont été orientés pour limiter au maximum ces inconvénients. Dès 1993, la ville entame la destruction des barres d'immeubles, tandis que des lotissements s'implantent en périphérie du quartier.

## Conditions de vie
Les différents ensembles immobiliers constituant le quartier prioritaire ont toujours accueilli des populations venant d'ailleurs. Premier inauguré en 1958, le parc Kalliste reloge en urgence des exilés Français quittant les anciennes colonies, tout particulièrement des pieds-noirs fuyant l'Algérie à la fin de la guerre en 1962. Ils sont alors nombreux à devenir locataires auprès du promoteur de l'ensemble, seuls quelques-uns devenant propriétaires, et beaucoup travaillent à l'hôpital nord ou à La Poste. Ils seront progressivement remplacés par de nouveaux arrivants immigrés, plus pauvres. 
En 1980, le grand propriétaire de la Kalliste se retire et les appartements sont vendus à leur locataire ou à des investisseurs. Dans son article « À Kallisté, gros sur le cœur », le journaliste Olivier-Jourdan Roulot décrit un syndicat de copropriété véreux, qui associé à l'insolvabilité de nombreux propriétaires, vont conduire à une dégradation progressive de l'ensemble puisque l'entretien n'est plus assuré. Certains propriétaires sont des marchands de sommeil, profitant de la misère mais refusant d'investir dans la rénovation. Un cercle vicieux s'enclenche alors : la réputation du quartier se dégrade, les nouveaux arrivants sont toujours plus pauvres, les sommes allouées à l'entretien toujours plus faible et la dette de la copropriété explose. 
Des réseaux criminels prennent possession du quartier, avec la multiplication des trafics de drogues et des squats. À Kallisté comme au parc Corot, les copropriétés dégradées deviennent alors des « logements sociaux de fait », où l'insécurité et la pauvreté sont plus extrêmes que dans les cités sociales,. Dans une enquête de 2022, Mediapart décrit des gangs nigérians, qui recrutent de force leur plus jeunes membres, pratiquent l'esclavage sexuel et mettent en location des squats pour des sommes conséquentes aux populations les plus fragiles, n'ayant pu se loger ailleurs. Les trafiquants font régner la terreur dans le quartier au point que des dizaines de personnes menacées sont parfois relogées dans l'urgence. 
En janvier 2024, un incendie au parc Kalliste fait un mort (un enfant de sept ans) et plusieurs blessés. 

## Rénovation urbaine

### Premier programme (2005-2015)
Avant même la création de l'Agence nationale pour la rénovation urbaine (Anru) en 2004, la ville entreprend un important réaménagement de la cité de la Solidarité en 1993, en raison de sa densité excessive, alors qu'elle est pourtant la plus récente du secteur. Deux barres d'immeubles sont démolies, aboutissant à la suppression de 190 logements sociaux et permettant la création d'espaces verts. Mené de 2005 à 2019 avec un budget de 53 millions d'euros, le premier programme de l'Anru (PNRU) aboutit à la destruction de deux autres barres d'immeuble en 2019 pour n'en laisser qu'une, soit 153 logements retirés. 
En compensation, 86 nouveaux logements sociaux sont construits. « Les Hauts de Carraire » sont inaugurés en 2017 sur les limites extérieures du quartier, avec 38 logements répartis au sein de quatre petits immeubles. La même année, la résidence des Hauts de l’Étoile est ajoutée dans le cœur du quartier avec 48 logements, sur l'emplacement d'une ancienne barre. De plus, 600 logements sont rénovés et résidentialisés et la nouvelle rue Élie Kakou est percée.
La rénovation du parc Kalliste est pour sa part plus compliquée pour les autorités, eu égard au caractère privé de la propriété des immeubles, qui oblige l'accord de nombreux propriétaires ou leur rachat très couteux, via de longues procédures. Il s'agit pourtant de l'un des ensembles les plus dégradés et pauvres de France, faisant face à des problèmes de réseaux criminels et de squats notamment, tandis que certains propriétaires sont non-solvables ou intéressés par la rentabilité à court terme des appartements loués. En 2000, un premier plan de sauvegarde conduit à diviser l'unique copropriété en neuf différentes, avec des travaux de rénovation dans les parties communes pour neuf millions d'euros. 
Avec le PNRU, l'aide de l’État permet l’acquisition par la ville des deux bâtiments B et H à partir de 2012, respectivement la plus haute et la plus longue barre d'immeuble. Les procédures de déclaration de carence, d'utilité publique et d'expropriations durent six ans, pour un budget de 28 millions d'euros. Entre 2019 et 2021, les deux immeubles sont démolis avec 5 ans de retard sur le plan initial, aboutissant à la suppression de 245 logements, soit un tiers du total,. 

### Second programme (depuis 2021)
Le second programme de renouvellement urbain de l'Anru (NPNRU) prévoit de se concentrer essentiellement sur le parc Kalliste, qui fait partie des 17 quartiers en « suivi national » du Plan initiatives copropriétés, initié en octobre 2018 par le gouvernement, permettant une prise en charge de 80 % du déficit de la copropriété par l’État via l'Agence nationale de l'habitat. Le programme prévoit de relier les quartiers de la Solidarité et du Kalliste, ainsi que de poursuivre les destructions des immeubles les plus imposants du Kalliste, à savoir probablement au moins les bâtiments I et G. En lieu et place de tous les espaces laissés vacants par les deux plans, 450 logements neufs devraient être reconstruits, dont 20 % de sociaux. L'implantation d'écoles neuves est également promise dans le cadre du programme.

## Population
Le quartier prioritaire compte 7 648 habitants en 2018, soit les deux-tiers du quartier Notre-Dame-Limite. Ils sont répartis au sein de près de 2 640 logements, soit un peu moins de trois personnes par ménage. La population est jeune, puisque près de 49 % des habitants sont âgés de moins de 25 ans. De plus, 27 % des foyers sont des familles monoparentales et 14 % des couples avec trois enfants ou plus.  
L'ensemble des quatre cités présente un taux de pauvreté de 62,3 %, contre 26,4 % pour Marseille et 43,5 % pour la moyenne des quartiers prioritaires français. Il s'agit ainsi d'un taux exceptionnellement élevé, le plus haut à Marseille et l'un des plus importants en France. Les revenus médians des ménages par unité de consommation atteint 980 euros par mois en 2018, contre 1 580 pour la ville. Les revenus des habitants du quartier sont constitués à 47 % de revenus du travail, 39 % de prestations sociales et le reste essentiellement de pensions de retraite.

## Sources
- La révolte des locataires du parc Kallisté sur Le Monde, le 27 janvier 1972
- Le cycle sans fin des expulsions de squatteurs à Marseille sur Le Monde, le 10 mai 2022
- Cité Kalliste à Marseille: "Les copropriétés dégradées, c’est un gros fléau", déplore Samia Ghali sur rmc.bfmtv.com, le 11 mai 2022
- La cité Kallisté, symbole de la faillite urbaine marseillaise sur Le Figaro, le 16 mai 2022